# Landkreis Wunsiedel im Fichtelgebirge

Bevolkingsontwikkeling

Landkreis Wunsiedel im Fichtelgebirge is een Landkreis in de Duitse deelstaat Beieren. De Landkreis telt 71.974 inwoners (31 december 2020) op een oppervlakte van 606,41 km². Kreisstadt is de stad Wunsiedel.

## Indeling

Landkreis Wunsiedel im Fichtelgebirge is verdeeld in 17 gemeenten waarvan negen de status stad hebben. Drie gemeenten mogen zich Markt noemen. Langs de randen van het Landkreis liggen verspreid elf (natuur-)gebieden die niet gemeentelijk zijn ingedeeld.
| Steden 1. Arzberg 2. Hohenberg a.d.Eger 3. Kirchenlamitz 4. Marktleuthen 5. Marktredwitz 6. Schönwald 7. Selb 8. Weißenstadt 9. Wunsiedel | Märkte 1. Schirnding 2. Thiersheim 3. Thierstein Overige gemeenten 1. Bad Alexandersbad 2. Höchstädt im Fichtelgebirge 3. Nagel 4. Röslau 5. Tröstau |

Niet gemeentelijk ingedeeld
1. Kaiserhammer Forst-Ost (8,01 km²)
2. Martinlamitzer Forst-Süd (8,47 km²)
3. Meierhöfer Seite (2,97 km²)
4. Neubauer Forst-Süd (3,13 km²)
5. Tröstauer Forst-Ost (9,71 km²)
6. Tröstauer Forst-West (14,46 km²)
7. Vordorfer Forst (9,71 km²)
8. Weißenstadter Forst-Nord (5,45 km²)
9. Weißenstadter Forst-Süd (15,11 km²)

Aichach-Friedberg · Altötting · Amberg · Amberg-Sulzbach · Ansbach (stad) · Landkreis Ansbach · Aschaffenburg (stad) · Landkreis Aschaffenburg · Augsburg (stad) · Landkreis Augsburg · Bad Kissingen · Bad Tölz-Wolfratshausen · Bamberg (stad) · Landkreis Bamberg · Bayreuth (stad) · Landkreis Bayreuth · Berchtesgadener Land · Cham · Coburg (stad) · Landkreis Coburg · Dachau · Deggendorf · Dillingen an der Donau · Dingolfing Landau · Donau-Ries · Ebersberg · Eichstätt · Erding · Erlangen · Erlangen-Höchstadt · Forchheim · Freising · Feyung-Grafenau · Fürstenfeldbruck · Fürth (stad) · Landkreis Fürth · Garmisch-Partenkirchen · Günzburg · Haßberge · Hof (stad) · Landkreis Hof · Ingolstadt · Kaufbeuren · Kelheim · Kempten im Allgäu · Kitzingen · Kronach · Kulmbach · Landsberg am Lech · Landshut (stad) · Landkreis Landshut · Lichtenfels · Lindau · Main-Spessart · Memmingen · Miesbach · Miltenberg · Mühldorf am Inn · München · Landkreis München · Neuburg-Schrobenhausen · Neumarkt in der Oberpfalz · Neurenberg · Neustadt an der Aisch-Bad Windsheim · Neustadt an der Waldnaab · Neu-Ulm · Nürnberger Land · Oberallgäu · Ostallgäu · Passau (stad) · Landkreis Passau · Pfaffenhofen an der Ilm · Regen · Regensburg (stad) · Landkreis Regensburg · Rhön-Grabfeld · Rosenheim (stad) · Landkreis Rosenheim · Roth · Rottal-Inn · Schwabach · Schwandorf · Schweinfurt (stad) · Landkreis Schweinfurt · Starnberg · Straubing · Straubing-Bogen · Tirschenreuth · Traunstein · Unterallgäu · Weiden in der Oberpfalz · Weilheim-Schongau · Weißenburg-Gunzenhausen · Wunsiedel im Fichtelgebirge · Würzburg (stad) · Landkreis Würzburg
Arzberg ·
Bad Alexandersbad ·
Höchstädt i.Fichtelgebirge ·
Hohenberg a.d.Eger ·
Kirchenlamitz ·
Marktleuthen ·
Marktredwitz ·
Nagel ·
Röslau ·
Schirnding ·
Schönwald ·
Selb ·
Thiersheim ·
Thierstein ·
Tröstau ·
Weißenstadt ·
Wunsiedel